# Таицкое городское поселение
Та́ицкое городско́е поселе́ние — упразднённое муниципальное образование на территории Гатчинского муниципального округа Ленинградской области. Крупнейший населённый пункт — посёлок городского типа Тайцы.
Последним главой поселения являлся Костюгин Андрей Вячеславович, главой администрации — Львович Ирина Владимировна.

## Географическое положение
- Общая площадь: 40,3 км²
- Нахождение: северная часть Гатчинского муниципального округа
- Граничил:
  - с севера — с Ломоносовским районом
  - с запада — с Пудостьским сельским поселением
  - с юго-востока — с Веревским сельским поселением

По территории бывшего поселения проходят автодороги:
- 41К-010 (Красное Село — Гатчина — Павловск)
- 41К-490 (подъезд к больнице имени Свердлова)
- 41К-500 (Спецподъезд № 1)
- 41К-515 (подъезд к дер. Александровка)
- 41К-637 (подъезд к дер. Ретселя)

Расстояние от бывшего административного центра поселения до центра муниципального округа — 12 км
По территории бывшего поселения проходит железная дорога Санкт-Петербург — Гатчина-Балтийская, имеется станция Тайцы.
На территории бывшего поселения расположен посёлок Хвойный, административно входящий в состав Красносельского района Санкт-Петербурга.

## История
1 января 2006 года в соответствии с областным законом № 113-оз от 16 декабря 2004 года образовано Таицкое городское поселение, в его состав вошла территория городского посёлка Тайцы и населённые пункты, подчинённые администрации.
Упразднено 13 мая 2024 года в связи с образованием Гатчинского муниципального округа вместо Гатчинского района.

## Население
| 2006  | 2010  | 2011  | 2012  | 2013  | 2014  | 2015  |
| ----- | ----- | ----- | ----- | ----- | ----- | ----- |
| 5500  | ↗6084 | ↗6091 | ↗6304 | ↗6496 | ↗6679 | ↗7032 |
| 2016  | 2017  | 2018  | 2019  | 2020  | 2021  | 2023  |
| ↗7109 | ↗7143 | ↘6911 | ↘6794 | ↘6568 | ↗9148 | ↗9328 |
| 2024  |       |       |       |       |       |       |
| ↗9559 |       |       |       |       |       |       |

Бо́льшая часть населения проживает в посёлке Тайцы.

## Состав городского поселения
На территории поселения находились 13 населённых пунктов — 2 посёлка и 11 деревень.
| №  | Населённый пункт          | Тип населённого пункта | Население    |
| -- | ------------------------- | ---------------------- | ------------ |
| 1  | Александровка             | деревня                | ↗302 (2017)  |
| 2  | Большая Ивановка          | деревня                | ↘824 (2017)  |
| 3  | Большие Тайцы             | деревня                | ↗1705 (2017) |
| 4  | Гяргино                   | деревня                | ↗12 (2017)   |
| 5  | Истинка                   | деревня                | ↗120 (2017)  |
| 6  | Малая Ивановка            | деревня                | ↗60 (2017)   |
| 7  | Малые Тайцы               | деревня                | ↗23 (2017)   |
| 8  | Нижняя                    | деревня                | ↗360 (2017)  |
| 9  | Новая                     | деревня                | ↗58 (2017)   |
| 10 | Санаторий имени Свердлова | посёлок                | ↘31 (2017)   |
| 11 | Старицы                   | деревня                | ↗71 (2017)   |
| 12 | Тайцы                     | посёлок, адм. центр    | ↗5207 (2025) |
| 13 | Тихвинка                  | деревня                | ↘65 (2017)   |

## Экономика
На территории бывшего поселения располагаются 311 предприятий производственной и непроизводственной сферы.
Как и в целом в округе, в Тайцах преимущественно развито сельское хозяйство (более 45 % выпуска продукции по району за 2003 год).
В 2000 году было создано «Таицкое бизнес-агентство», которое обслуживает поселок Тайцы, Пудостьское и Веревское поселения. В 2002 году оно было преобразовано в «Таицкий бизнес-инкубатор» производственной направленности. В этих целях осуществлена передача в пользование Муниципального фонда поддержки предпринимательства здания бывшей средней школы (ремонт был осуществлен на 75 % из средств района). Предполагалось, что наличие более 2 тыс. м² производственных площадей позволит разместить в инкубаторе до 30 предприятий различного профиля.
Тайцы являются вторым по популярности населенным пунктом района после самой Гатчины по привлекательности покупки жилья. В 2004 году на средства областного бюджета (4780 тыс. руб.) закончен второй этап строительства водопроводной сети в посёлке Тайцы. Проложена новая нитка водопровода в пластиковом исполнении к многоэтажным домам, что позволило нормализовать подачу воды на верхние этажи.

### Основные предприятия
- Производственное предприятие ООО «Сатурн»
- ОАО «АПО „Тайцы“» — животноводство (КРС), растениеводство (домашние растения, цветы, садовые растения и деревья)
- Санаторий «Тайцы»
- ООО «Авиатранс» — ремонт и производство летательных и космических аппаратов
- Бизнес-инкубатор «Таицкий бизнес-центр»
- База строительных товаров
- ООО «Ленинградская лизинговая компания»
- Производственная база «Тайцы» ОАО «Ленгазспецстрой»